# 兵庫県道323号上佐曽利木器線
兵庫県道323号上佐曽利木器線（ひょうごけんどう323ごう かみさそりこうづきせん）は、兵庫県宝塚市から三田市に至る一般県道である。

## 概要
宝塚市上佐曽利字小垣内から三田市木器に至る。

### 路線データ
- 起点：宝塚市上佐曽利[1]字小垣内（兵庫県道319号下佐曽利笹尾線交点）
- 終点：三田市木器[1]（兵庫県道37号三田後川上線交点）
- 総延長：4.7 km[1]

## 路線状況

### 道路施設

#### 橋梁
- 羽束橋（羽束川、三田市）

## 地理

### 通過する自治体
- 宝塚市
- 三田市

### 交差する道路
| 交差する道路                | 市町村名 | 交差する場所     | 交差する場所 |
| --------------------------- | -------- | ---------------- | ------------ |
| 兵庫県道319号下佐曽利笹尾線 | 宝塚市   | 上佐曽利字小垣内 | 起点         |
| 兵庫県道37号三田後川上線    | 三田市   | 木器             | 終点         |

### 沿線
- 羽束川
- 木器郵便局

### 峠
- 大坂峠（三田市）